# ستيوارت جي. بيرن
ستيوارت جي. بيرن (بالإنجليزية: Stuart J. Byrne)‏ (26 أكتوبر 1913، سانت بول في الولايات المتحدة - 23 سبتمبر 2011)؛ كاتِب ومؤلِّف، كاتب سيناريو وروائي أمريكي.

## روابط خارجية
- ستيوارت جي. بيرن على موقع IMDb (الإنجليزية)
- ستيوارت جي. بيرن على موقع قاعدة بيانات الفيلم (الإنجليزية)